# Сирийский страус
Сирийский страус, или арабский страус, или страус алеппо (лат. Struthio camelus syriacus) — вымерший подвид африканского страуса, был распространён в северо-восточной части Африки. Наиболее родственным подвидом считается обыкновенный страус, который был выбран для перезаселения в Саудовскую Аравию взамен сирийского страуса. Сирийский страус встречался в пустынях Саудовской Аравии. Считается вымершим с середины XX века, приблизительно с 1966 года.